# Sân vận động Başakşehir Fatih Terim

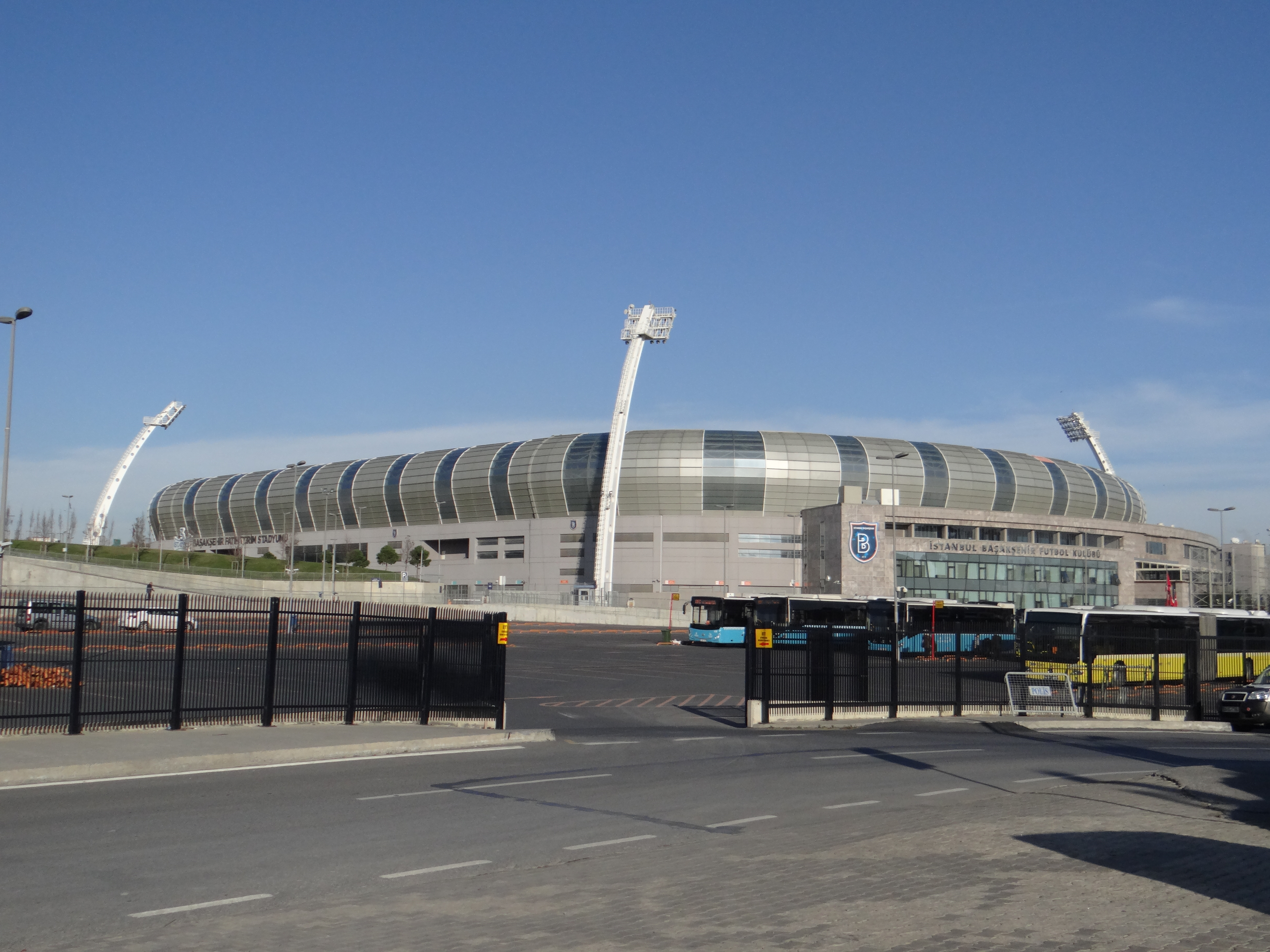
Sân vận động Başakşehir Fatih Terim

Sân vận động Başakşehir Fatih Terim (tiếng Thổ Nhĩ Kỳ: Başakşehir Fatih Terim Stadyumu) là một sân vận động bóng đá ở quận Başakşehir của Istanbul, Thổ Nhĩ Kỳ. Sân vận động được đặt tên để vinh danh cựu cầu thủ và huấn luyện viên người Thổ Nhĩ Kỳ Fatih Terim.
Chính thức được khánh thành vào ngày 26 tháng 7 năm 2014, sân có sức chứa 17.156 khán giả. Hiện tại, đây là sân nhà của İstanbul Başakşehir F.K. thuộc Süper Lig.
Sân vận động được xây dựng trong khoảng 16 tháng, với chi phí xây dựng là 178 triệu lira.
Qarabağ FK đã thi đấu các trận đấu vòng bảng UEFA Europa League 2020–21 trên sân nhà tại đây, thay vì sân nhà thông thường của đội là Sân vận động Cộng hòa Tofiq Bahramov ở Baku do Chiến tranh Nagorno-Karabakh 2020.